# Joel Bruschweiler
Joel Bruschweiler (* 7. Juni 1985 in Amriswil) ist ein Schweizer Volleyballspieler.

## Karriere
Joel Bruschweiler spielte in seinem Heimatland 2003/04 beim VBC Colombier und von 2004 bis 2009 beim Lausanne Université Club, wo er 2008 Schweizer Meister und Pokalsieger wurde. In dieser Zeit wurde er auch Kapitän der Schweizer Nationalmannschaft. Nachdem Bruschweiler 2009/10 eine Saison für den Qatar Sports Club gespielt hatte, kam er 2010 zum deutschen Bundesligisten TV Bühl. 2013 wechselte der Aussenangreifer zurück in sein Heimatland zum Schweizer Meister Pallavolo Lugano und konnte mit dem Club aus dem Kanton Tessin diesen Erfolg wiederholen. 2015 kehrte Bruschweiler zum VBC Colombier zurück. Dort beendete er auch seine Karriere nach der Spielzeit 2016/17.